# 털매머드
털매머드(Woolly mammoth)는 플라이스토세 중기부터 홀로세 시대에 멸종될 때까지 살았던 멸종된 매머드 종이다. 이 매머드는 플라이오세 초기에 남아프리카매머드에서 시작된 매머드 종 중 마지막 매머드 종 중 하나였다. 이 매머드는 약 80만 년 전 시베리아에서 스텝매머드와 갈라지기 시작했다. 현존하는 가장 가까운 친척은 아시아코끼리이다. 컬럼비아매머드는 북아메리카에서 털매머드와 함께 살았으며, DNA 연구에 따르면 두 마리가 서로 교배한 것으로 나타났다. 매머드 유해는 유럽인들에게 알려지기 전부터 아시아에서 오랫동안 알려져 있었다. 이 유해의 기원은 오랫동안 논쟁의 대상이었으며 종종 전설적인 생물의 유해로 설명되기도 했다. 이 매머드는 1796년 조르주 퀴비에에 의해 멸종된 코끼리 종으로 확인되었다.
이 종의 외모와 행동은 시베리아와 북아메리카에서 냉동 사체가 발견되고 골격, 치아, 위 내용물, 똥, 선사 시대 동굴벽화에 등장하는 생명체 묘사가 발견되었기 때문에 선사 시대 동물 중 가장 잘 연구된 것 중 하나이다. 털매머드는 현대 아프리카코끼리와 거의 같은 크기였다. 수컷은 어깨 높이가 2.67~3.49m에 달했고 몸무게는 3.9~8.2t 사이였다. 암컷은 어깨 높이가 2.3~2.6m에 달했고 몸무게는 2.8~4t 사이였다. 갓 태어난 털매머드의 몸무게는 약 90kg이었다. 털매머드는 지난 빙하기를 포함하여 빙하기에 존재했던 추운 환경에 잘 적응했다. 털로 덮여 있었으며, 긴 가드 털과 짧은 속옷으로 덮여 있었다. 털의 색은 어두운 색에서 밝은 색까지 다양했다. 귀와 꼬리는 동상과 열 손실을 최소화하기 위해 짧았다. 길고 구부러진 엄니와 어금니 4개를 가지고 있었는데, 개체가 살아 있는 동안 6번이나 교체되었다. 행동은 현대 코끼리와 비슷했으며 엄니와 몸통을 사용하여 물체를 조작하고 싸우고 먹이를 찾는 데 사용했다. 털매머드의 먹이는 주로 풀과 사초였다. 개체는 아마도 60세에 도달할 수 있다. 서식지는 유라시아 북부와 북미에 걸쳐 뻗어 있는 매머드 스텝이었다.
털매머드는 뼈와 엄니를 예술품, 도구, 주거용으로 사용하고 먹이로 사냥한 초기 인류와 공존했다. 홍적세 말기에 털매머드의 개체 수가 감소하여 시베리아 본토의 마지막 개체 수는 약 10,000년 전까지 지속되었지만, 세인트폴에서는 5,600년 전까지, 브란겔섬에서는 4,000년 전까지 고립된 개체 수가 생존했다. 멸종된 후에도 인간은 상아를 원료로 계속 사용했으며, 이러한 전통은 오늘날에도 계속되고 있다. 2015년 매머드 게놈 프로젝트가 완료되면서 여러 가지 다양한 방법을 통해 털매머드의 부활 가능성에 대한 논의가 시작되었다. 그러나 이러한 접근 방식은 현재 실현 가능하지 않다.

## 분류학
털매머드의 유해는 시베리아 원주민과 아메리카 원주민들이 오랫동안 다양한 해석 방식으로 알고 있었다. 유해는 나중에 아시아와 유럽의 다른 지역에도 도달했으며, 현대 과학 이전에도 다양한 방식으로 해석되었다. 과학자들이 처음으로 연구한 털매머드 유해는 1728년 영국의 의사 한스 슬로안이 조사한 것으로, 시베리아에서 발견된 이빨과 엄니 화석으로 구성되어 있다. 슬로안은 이 유해는 코끼리의 것이라는 사실을 최초로 발견했다. 슬로안은 북극에 코끼리가 있다는 또 다른 성경적 설명에 귀를 기울여 코끼리가 대홍수 당시 묻혀 있었으며 시베리아는 급격한 기후 변화 이전에 열대 기후 변화가 일어나기 전에 열대 기후였다고 주장했다. 다른 사람들은 슬로안의 결론을 약간 다르게 해석하면서 홍수로 인해 코끼리가 열대 지방에서 북극으로 이동했다고 주장했다. 슬로안의 논문은 시베리아와 영국에서 수집된 여행자의 설명과 몇 개의 흩어져 있는 뼈를 바탕으로 작성되었다. 그는 코끼리의 유해인지 아닌지에 대한 문제를 논의했지만 결론을 내리지 못했다. 1738년 독일의 동물학자 요한 필리프 브라인은 매머드 화석이 코끼리의 일종이라고 주장했다. 그는 시베리아와 같은 추운 지역에서 열대 동물이 발견되는 이유를 설명할 수 없었고, 대홍수로 인해 그곳으로 운송되었을 수도 있다고 제안했다.

## 묘사
털매머드의 겉모습은 부드러운 조직이 보존된 많은 냉동 표본과 현대 인류의 예술적 묘사로 인해 선사 시대 동물 중 가장 잘 알려진 것으로 추정된다. 수컷의 평균 어깨 높이는 2.8~3.15m, 몸무게는 4.5~6t으로 추정되며 암컷은 살아있는 코끼리처럼 어깨 높이가 2.3~2.6m, 몸무게는 2.8~4t으로 더 작다. 이 크기는 현존하는 가장 큰 코끼리 종인 아프리카코끼리와 비슷하지만 이전의 남부매머드와 스텝매머드, 같은 시대의 컬럼비아매머드보다는 상당히 작다. 털매머드는 분포 지역 전반에 걸쳐 크기 변화를 보였으며, 서유럽에서 온 개체는 시베리아에서 발견된 개체보다 훨씬 컸으며 (성체 수컷은 평균 키가 2.99~3.31m, 몸무게가 5.2~6.9t으로 추정됨), 시베리아에서 발견된 개체보다 훨씬 더 컸다(이 개체군의 성체 수컷은 평균 키가 2.66~2.94m, 몸무게가 3.9~5.2t으로 추정됨). 기록된 가장 큰 털매머드 중 하나는 독일의 지크스도르프 표본으로 어깨 높이는 3.49m, 몸무게는 8.2t으로 추정된다. 갓 태어난 털매머드의 몸무게는 약 90kg이었을 것이다.

평균 크기의 수컷과 암컷 털매머드의 크기 비교

생식기를 보존한 냉동 표본은 거의 없기 때문에 일반적으로 골격 검사를 통해 성별을 결정한다. 출산관으로 기능하는 구멍이 항상 암컷이 수컷보다 넓기 때문에 성별을 가장 잘 나타내는 것은 골반 거들의 크기이다. 브란겔섬의 매머드는 본토의 매머드보다 작았지만 크기는 다양했으며 "섬의 왜소 발육화"로 간주될 만큼 작지 않았다. 마지막 매머드 개체 수는 크기가 감소하고 성적 이형성이 증가했다고 주장되지만 2012년 연구에서 이는 기각되었다.

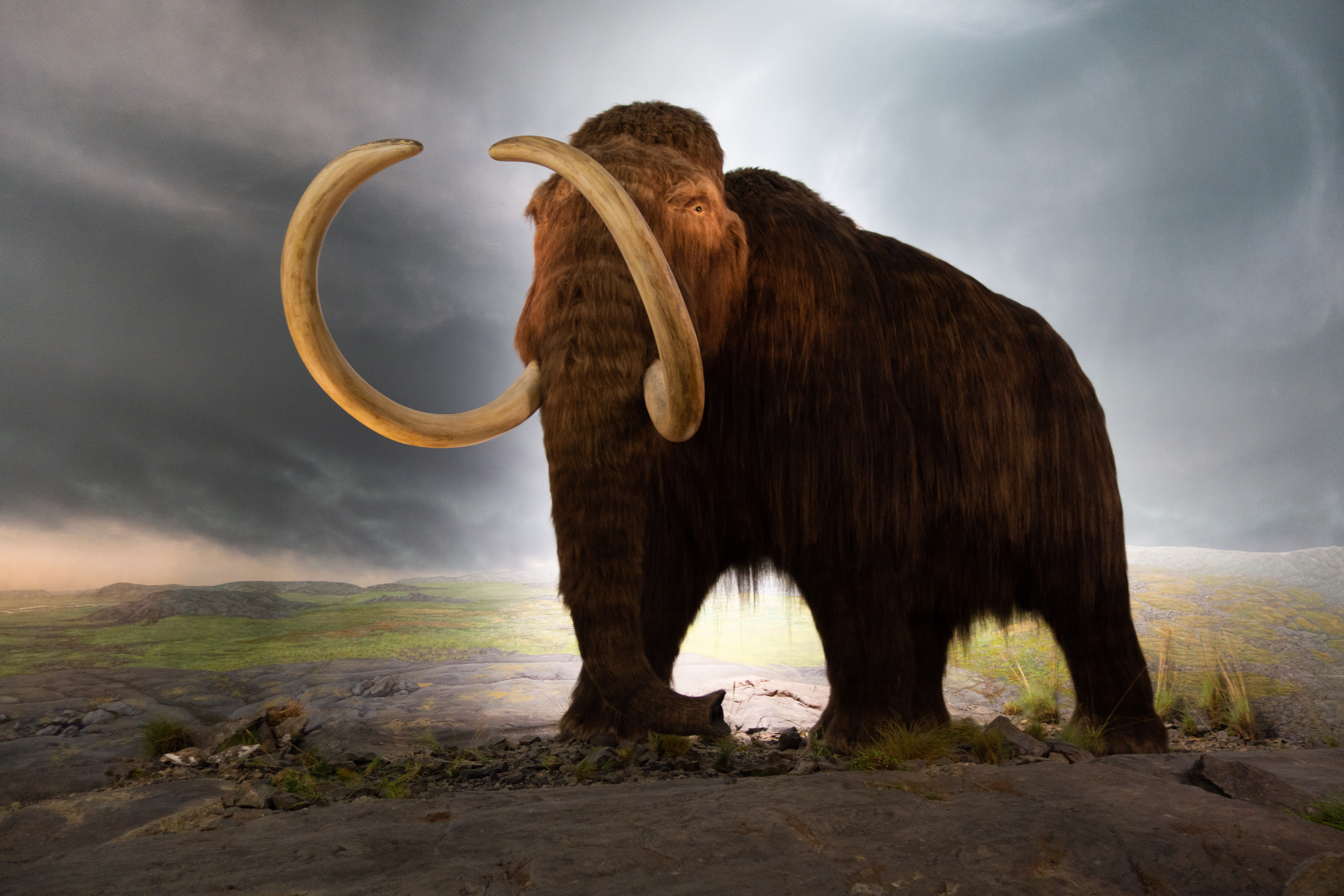
왕립 브리티시컬럼비아 박물관의 털매머드 모형

털매머드는 추위에 여러 가지 적응을 했는데, 가장 눈에 띄는 것은 몸의 모든 부분을 덮고 있는 털층이었다. 추운 날씨에 적응하는 다른 적응으로는 길이가 38cm, 너비가 18~28cm 정도이고 6~12개월 된 냉동 매머드 "디마"의 귀는 길이가 13cm 미만이었다. 작은 귀는 열 손실과 동상을 줄였고, 꼬리도 같은 이유로 짧았는데, "베레조프카 매머드"의 길이는 36cm에 불과했다. 꼬리에는 21개의 척추뼈가 있는 반면, 현대 코끼리의 꼬리에는 28~33개가 있다. 이들의 피부는 1.25~2.5cm로 현재의 코끼리보다 두껍지 않았다. 털매머드는 피부 아래에 최대 10cm 두께의 지방층이 있어 체온을 유지하는 데 도움이 되었다. 털북숭이 매머드는 꼬리 아래에 항문을 덮고 있는 넓은 피부 플랩이 있었는데, 이는 현대 코끼리에서도 볼 수 있다.
동굴벽화에 묘사된 다른 특징으로는 크고 높은 외돔 머리와 높은 어깨 혹이 있는 경사진 등이 있는데, 이 모양은 등뼈의 회전 과정이 앞뒤로 길어지면서 생긴 것이다. 이러한 특징은 아시아코끼리처럼 등이 볼록한 어린 개체에게는 존재하지 않았다. 동굴 벽화에 나타난 또 다른 특징은 1924년 "미들 콜리마 매머드"라는 별명을 가진 성체가 몸통 끝이 완전히 보존된 냉동 표본을 발견하면서 확인되었다. 현대 코끼리의 몸통 엽과 달리 몸통 끝의 위쪽 "손가락"은 긴 뾰족한 엽을 가지고 있었고 길이는 10cm인 반면, 아래쪽 "엄지"는 5cm이고 더 넓었다. "디마"의 몸통은 76cm인 반면, 성체 "리아호프 매머드"의 몸통은 2m였다. "유카"라는 별명을 가진 어린 표본의 몸통은 2015년에 묘사되었으며, 끝의 3분의 1 위에 살이 많은 확장이 있는 것으로 나타났다. 이 부분은 나머지 몸통과 마찬가지로 타원형이 아니라 단면이 타원형이었고 직경이 두 배나 컸다. 이 특징은 성별과 연령이 다른 다른 두 개의 다른 표본에도 존재하는 것으로 나타났다.

## 고생물학

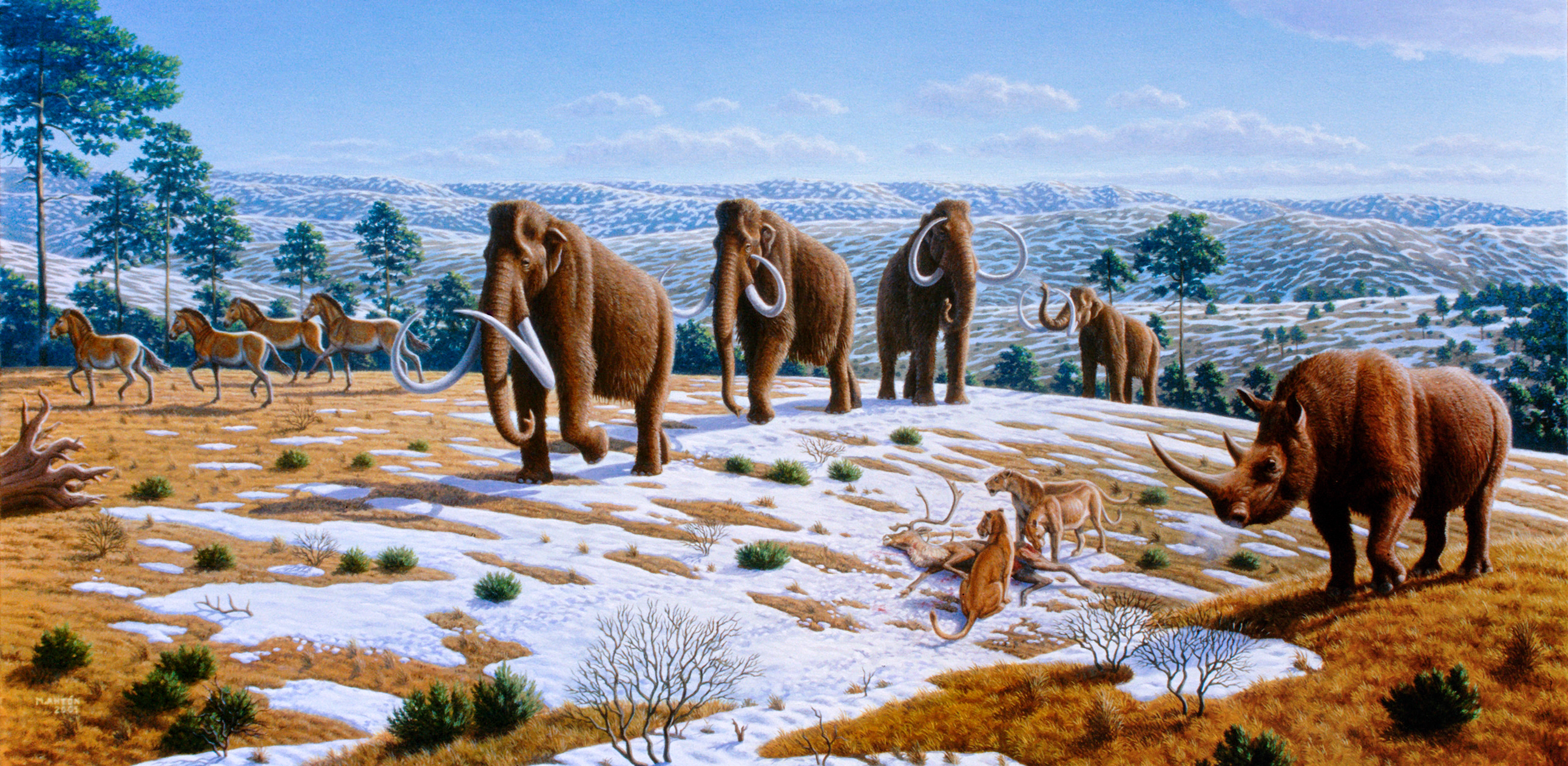
2004년, 마우리시오 안톤이 그린 스페인 북부 홍적세 시대 동물의 팔레오아트

성체 털매머드는 엄니, 몸통, 몸집으로 포식자로부터 효과적으로 자신을 방어할 수 있었지만, 어린 시절과 약해진 성체는 회색늑대, 동굴하이에나, 큰 고양이과와 같은 무리 사냥꾼에게 취약했다. 엄니는 영토나 짝을 놓고 싸우는 것과 같은 종 내 싸움에 사용되었을 수 있다. 수컷의 큰 엄니를 보여주는 것은 암컷을 유인하고 라이벌을 위협하는 데 사용되었을 수 있다. 엄니는 굴곡이 심하기 때문에 칼을 찌르기에는 적합하지 않았지만 일부 화석 어깨뼈의 부상에서 알 수 있듯이 타격에 사용되었을 수 있다.
꼬리의 매우 긴 털이 꼬리의 짧음을 보완하여 현대 코끼리의 꼬리와 유사한 파리채로 사용할 수 있게 된 것으로 보인다. 현대 코끼리에서와 마찬가지로 민감하고 근육질인 몸통은 많은 기능을 가진 사지와 같은 기관으로 작동했다. 물체를 조작하고 사회적 상호작용에 사용되었다. 잘 보존된 성체 수컷 "유카기르매머드"의 발은 발바닥에 많은 균열이 있어 이동 중에 표면을 잡는 데 도움이 되었을 것임을 보여준다. 현대 코끼리와 마찬가지로 털매머드는 발가락으로 걸으며 발가락 뒤쪽에 크고 살이 많은 패드가 있었다.
현대 코끼리와 마찬가지로 털매머드도 매우 사교적이었으며 모계 (암컷 주도) 가족 그룹에서 살았을 가능성이 높다. 이는 화석 집합체와 집단을 보여주는 동굴 벽화가 뒷받침하는 것으로, 다른 대부분의 사회적 행동이 현대 코끼리와 비슷했을 가능성이 높다는 것을 의미한다. 화석 매장지는 종종 장기간에 걸쳐 죽은 개체들의 축적물이기 때문에 한 번에 한 곳에 얼마나 많은 매머드가 살았는지 알 수 없다. 그 수는 계절과 수명 주기에 따라 다를 수 있다. 현대 코끼리는 때때로 여러 가족 그룹으로 구성되는 대규모 무리를 형성할 수 있으며, 이러한 무리에는 수천 마리의 동물이 함께 이주하는 것도 포함될 수 있다. 개활지에 사는 동물이 숲이 우거진 지역에 사는 동물보다 이런 일을 할 가능성이 높기 때문에 매머드는 더 자주 대규모 무리를 형성했을 수 있다. 11,300~11,000년 전 털매머드 무리가 만든 선로가 캐나다의 세인트메리 저수지에서 발견되었으며, 이 경우 성체, 아성체, 어린 개체의 수가 거의 같은 수임을 보여주었다. 성체의 보폭은 2m였고 어린 개체는 그 뒤를 따라잡기 위해 달렸다.

### 먹이
여러 마리의 털매머드의 장에서 다양한 소화 단계의 먹이가 발견되어 먹이에 대한 좋은 그림을 보여준다. 털북숭이 매머드는 초본식물, 속씨식물, 관목, 이끼, 나무 물질로 보충된 풀과 사초를 주로 식물 먹이로 삼았다. 구성과 정확한 품종은 지역마다 달랐다. 털매머드는 현대 코끼리처럼 성장을 지원하기 위해 다양한 식단이 필요했다. 성체 6톤은 매일 180kg을 먹어야 하며 매일 20시간 동안 먹이를 섭취해야 할 수도 있다. 줄기의 두 손가락 끝은 아마도 지난 빙하기의 짧은 풀 (제4기 빙하기, 현재까지 258만 년 전)을 잡아먹는 데 적합했을 것이며, 현대 코끼리는 열대 환경의 긴 풀 주위에 몸통을 웅크리는 데 사용될 수 있다. 줄기는 큰 풀무덤을 떼어내고, 새싹과 꽃을 섬세하게 따고, 나무와 관목이 있는 나뭇잎과 가지를 찢는 데 사용할 수 있다. "유카기르매머드"는 배설물 곰팡이 포자가 들어 있는 식물 물질을 섭취했다. 동위원소 분석에 따르면 털매머드는 말이나 코뿔소와 달리 주로 C3 식물을 먹었다고 한다.

## 분포 및 서식지
털매머드의 서식지는 "매머드 스텝" 또는 "툰드라 스텝"으로 알려져 있다. 이 환경은 지난 빙하기 동안 아시아 북부, 유럽의 많은 지역, 북아메리카 북부에 걸쳐 확장되었다. 현대 러시아의 풀밭 스텝과 비슷했지만 식물군은 더 다양하고 풍부하며 더 빨리 자랐다. 풀, 사초, 관목, 초본식물이 존재했으며 흩어져 있는 나무는 주로 남부 지역에서 발견되었다. 이 지역은 당시 고기압 지역이었던 것으로 알려져 있기 때문에 이 서식지는 널리 알려진 것처럼 얼음과 눈이 지배적이지 않았다. 털매머드의 서식지는 털코뿔소, 야생말, 들소와 같은 다른 방목 초식 동물을 지원했다. 알타이-사얀 지역은 "매머드 스텝"과 가장 유사한 현대 생물군이다. 2014년 연구에 따르면 초본이 이전에 인정했던 것보다 툰드라 스텝에서 더 중요하며, 빙하기 거대동물의 주요 먹이원이라고 결론지었다.